# 旧軍港市転換法
旧軍港市転換法（きゅうぐんこうしてんかんほう、昭和25年6月28日法律第220号）は、大日本帝国憲法下の日本において軍港を有していた「旧軍港四市」を平和産業港湾都市に転換する事により、平和日本実現の理想達成に寄与する事に関する法律（特別都市建設法）である。軍転法とも呼ばれる。
主務官庁は財務省理財局国有財産企画課で、国土交通省都市局まちづくり推進課、総務省自治行政局地域自立応援課、防衛省地方協力局地域社会協力総括課と連携して執行にあたる。

## 成り立ち
第二次世界大戦で日本が敗戦して以後、横須賀・呉・佐世保・舞鶴などの旧軍港都市においては、旧海軍施設の活用が望まれていたため、昭和22年（1947年）6月に四市の代表者が横須賀市に集まって「旧軍港都更生協議会」を発足させ、同月25日から開かれた第1回協議会において、「国有財産処理に関する特別措置の件」を四市連名で関係各省に陳情することが決定された。同年11月17日には、舞鶴市において第2回協議会が開催され、その後も四市が輪番で協議会を開催した。昭和23年（1948年）には、四市長による旧軍用財産処理についての特別措置に関する請願が国会で採択されたものの、政府はその具体化に同意しなかった。その理由については、旧軍港市を特別扱いすることに当時の国民のコンセンサスが得られていなかったからであろうとの指摘がなされている。
昭和23年（1948年）秋には、呉市が独自に転換計画の作成を進め、呉地区には造船・鉄鋼・機械、広地区には機械・化学の各産業を誘致し、従業員数約3万人を確保する方向で立案されていったが、広島軍政部の担当者によって「軍港の再現」であると評価されたとされる。
こうした状況の中で、呉市を中心とする衆議院広島県第2区から選出されていた第55代大蔵大臣池田勇人が特別立法の必要性を示唆していたとされる。そこで、呉市では、昭和24年（1949年）に、まず、「特別法案建議趣旨書」が立案され、その冒頭では、呉市を平和産業都市として再生建設する旨の平和宣言が謳われたほか、その趣旨を実現するために、「呉平和港市建設法案」及び「呉平和産業都市建設法案」が提起された。これらは、いずれも国有財産法の例外規定として、平和港市又は平和産業都市の建設のために国が公共団体に対して国有財産を譲与しうる旨を規定することが主たる目的であった。
これを契機として、四市の間で、会社案、公社案、転換法案などが検討され、昭和24年（1949年）10月の四市市長会議において、呉市が立案した「旧軍港転換法案」が採択され、その法案要綱が作成された。同法案の要点は、旧海軍の残存施設を平和目的で活用することを国有財産の特別処理によって進める点にあったとされる。同法案は、参議院法制局に依頼して法文化が図られることとなり、同年12月1日には、参議院議員会館において、「旧軍港市転換促進委員会」（委員長：宮原幸三郎衆議院議員（呉市出身））が結成された。
同法案は、昭和25年（1950年）2月27日、GHQの承認を得て、同年3月18日に参議院に上程され、佐々木鹿蔵参議院議員（呉市出身）が提案理由を説明した。同法案は、同年4月7日、参議院本会議において全会一致で可決され、同年4月11日、衆議院本会議で賛成多数（日本共産党12名の反対）をもって可決された。
この法律案は、昭和25年（1950年）4月11日国会で可決後、日本国憲法第95条の規定による「特別法」として対象4市においてそれぞれ個別に地方自治法第261条に基づく住民投票が実施（同年6月4日、第2回参議院議員通常選挙と同日に実施。）され、いずれも過半数の賛成を得て成立、同年6月28日に公布・即日施行された。その後、6度にわたり一部改正がなされているが、いずれも技術的改正（条文中の軽微な語句の修正）であり国会から内閣に対して「この一部改正法は特別法である」旨の通知が行われなかったため、住民投票の対象とはならなかった。
なお、本法6条の規定に基づき、「旧軍港市国有財産処理審議会」が大蔵省に設置され、処理又は譲渡すべき財産の範囲、譲渡価格、延納期限などの調査・審議が行われた。

## 対象となる地方自治体
旧軍港四市とは、以下のように定義されている。同法中の記載順による。
- 神奈川県横須賀市
- 広島県呉市
- 長崎県佐世保市
- 京都府舞鶴市

## 住民投票

### 横須賀市
日本海軍の発生地であり世界的な軍港でもあった横須賀市は、第二次世界大戦の敗戦によって、従来の軍用施設がことごとく閉鎖、撤去又は破壊され、これに従事していた旧軍人、軍属及びその家族、海軍工廠（横須賀海軍工廠）の工員らの引き揚げ・帰郷などが相次ぎ、昭和21年（1946年）4月26日の人口は、249,606人に激減した。また、横須賀市の歳入の財源が海軍助成金のみに依存していたため、敗戦によって、自立の可能性を失うに至った。
当時の梅津芳三市長は、戦後、更生のための諸施策を調査・審議するため、各界の有力者30名からなる「横須賀市更生委員会」を組織して、昭和21年（1946年）10月8日から委員会を開催し、横須賀市更生対策要項、久里浜港修築計画案等を審議・決定し、80年来の軍都の歴史に大きな終止符を打ち、新たに平和日本にふさわしい産業都市として再建することが決定された。そして、大学を招致して学園都市に、工場を誘致して産業都市に、港湾を修築・整備して貿易港に、久里浜港を遠洋漁業の基地に、三浦半島を観光地にすることが企図された。このような更生対策を実現させるための一環として、久里浜港漁港修築計画が昭和21年（1946年）7月11日の次官会議において承認され、同年7月15日には、臨港地域である旧防備隊（横須賀掃海部）の移管・貸与を受け、同年8月16日に久里浜漁港事務所を開設した。
さらに、将来、横須賀旧軍港が開放され、利用に供された場合に、直ちに港湾機能を効率的に発揮するために、予め必要な準備・調査をする目的で、昭和21年（1946年）3月23日、「横須賀旧軍港転換準備委員会」（委員長：梅津芳三市長、副委員長：披田恭三郎関東海運局横須賀支局長、委員18名、顧問5名、幹事2名）が発足した。この委員会では、港湾状況に関する事項、転換方策に関する事項、運営方式に関する事項などが調査されることとなった。
昭和25年（1950年）6月4日には、旧軍港市転換法の賛否を問う住民投票が行われた。従来、横須賀市の施設は、全て軍部の意向を体し、軍の機能を発揮することを目的としてできたものであり、いわゆる軍都整備事業であった。これを平和産業都市とするためには、旧軍港市転換法によって、従来の施設が全て転換事業の対象となったといっても過言ではないとされる。昭和25年（1950年）7月6日には、「横須賀市転換計画審議会」（委員長：石渡直次市長）が組織され、すでに決定した更生計画の延長とみられる転換計画が樹立された。
昭和26年（1951年）に講和条約が締結されると、横須賀市の市政・財政の確立、転換事業の総合計画実施、行政協定に基づく駐留軍関係問題・住宅問題・民生安定対策・公営企業などの問題を解決しつつ、横須賀市発展のために努力が払われてきたとされる。そして、宿命的に国土防衛との関係が深い横須賀市は、防衛庁関係機関との関連も生じ、海上自衛隊総監部、防衛大学校等の防衛庁関係施設の進出に関し、横須賀市基本計画との調整を図ってきたとされる。

### 呉市
第二次世界大戦の敗戦によって、呉の日本海軍は、明治22年（1889年）の呉鎮守府創設以来、56年間にわたる歴史に終止符を打つこととなった。海軍の解体作業は、呉鎮守府が呉地方復員局に改組されることによって行われた。
昭和20年（1945年）11月28日、呉市復興委員会が発足した当時、旧軍港を含む海軍施設は、賠償指定を受けたり、進駐軍に占領されたりしており、呉港における日本企業は、軍艦の解体にあたる造船所と製鉄所の活動が目立つにすぎない程度であった。呉港を開放するため、呉市は、まず、復員局の管理下に置かれていた呉港の管理権について委譲を受けることとし、呉市議会とともに、昭和21年（1946年）9月18日に、広島海運局に陳情を行った。翌昭和22年（1947年）2月6日の内閣次官会議において、呉などの旧軍港を一般商港に転換する方針が決定された。これを知った呉市は、他市と協力し、政府に対し、「旧軍港の施設を商港として転換することによって将来の通商貿易が繁栄することを祈念し、その経営管理にあたっても将来地元自治体に移管されたいことをも陳情」したとされる。
昭和22年（1947年）4月5日に呉市長に就任した末永術（鈴木術）は、呉港を貿易港として更生させることを呉市の最高方針とし、呉市経済部に対し、その裏付けとなる「呉市産業振興基本策要綱」の作成を命じ、貿易港指定運動を行った。一方、呉商工会議所は、貿易促進委員会を設置し、同年5月27日の第1回会合において、呉市に貿易業を興すために必要な港湾計画、陸上の各種施設、為替銀行等の貿易港に必要な各種機関、輸入品の消化・利用工業、輸出品の集荷及び生産事業などに関する研究を開始した。
同年7月19日には、イギリス連邦占領軍のホレース・ロバートソン総司令官から、中国軍政部長を通じ、呉港を商港として発展させようとする日本官民の希望を全幅的に支援し、その実現を援助するため直ちに必要な港湾施設を開放するとの回答が口頭で寄せられ、呉市は、連合軍が貿易問題について開港を許可したことから、残る問題が国内的に貿易港として指定してもらうことであるとして、「呉市産業振興基本策要綱」を素案として、貿易港指定に向けた共同研究を呉市議会とともに行った。
同年12月16日、「横須賀港を開港に指定する等の法律」（昭和22年法律第192号）が公布され、「豆倉鼻から小麗女島西南端を経て鍋舞々尻鼻に至る一線以内」の約300ヘクタールを港域とする呉港が昭和23年（1948年）1月1日をもって開港に指定されることとなった。昭和23年（1948年）2月10日には、日本側関係機関が呉港開港指定に関連して連絡調整協議会を開催し、2月下旬の入港が予想される食糧船関係の仕事については、挙市一体となって進めることとされた。
しかしながら、呉港の開港は、予想したような効果があらわれず、昭和23年（1948年）12月には、「開港による貿易都呉市の基礎が確立したとはいえない」との悲観的な評価がくだされた。呉市は、こうした状況を打開するためには、当時、大部分が賠償指定や進駐軍の接収の対象となっていた旧呉海軍工廠、広海軍工廠や、港湾施設の開放以外に方法はないと考え、政府が自由港設置問題を検討していることを知ると、いち早くその研究に着手した。呉市は、昭和24年（1949年）7月、「呉国際自由港市建設法案」を作成したが、この法案は、同年7月7日に住民投票が実施された広島平和記念都市建設法の影響を受けており、同法にならって特別法の制定を意図していたとされる。同法案では、国際自由港市建設事業の用に供するため必要があると認める場合に、国有財産法28条の規定にかかわらず、その事業の執行に要する費用を負担する公共団体に対し、国が普通財産を譲与することができるとされており（同法案5条）、自由港の指定を契機として国有財産の譲与を受けることを主眼においていたとされる。しかしながら、政府が現段階で自由港市案を考えていないことが判明したため、特別立法については、自由港市案とは異なった角度から着想していくことになったとされ、その特別立法こそが、旧軍港市転換法であったとされる。
旧軍港市転換法の公布後、最大の障壁となったのは、連合軍による旧軍施設の接収であった。同法制定の翌年である昭和26年（1951年）8月には、呉市長及び呉市議会議長の連名による嘆願書が提出され、接収地の開放又は返還が要請された。翌昭和27年（1952年）4月に講和条約が発効したことによって、占領による制圧が一応は解消していくものの、日米安全保障条約の発効や、日米行政協定の調印によって、米軍に対する軍事基地の提供は継続された。また、国連軍（主に英連邦軍の朝鮮派遣軍）の駐留は無条約のまま継続され、呉市議会は、接収地区返還の要望書を決議して提出した。こうした要望は、毎年、呉市あるいは市民団体によって提起され、接収施設の早期返還が要求され続けていたが、昭和32年（1957年）の春までに英連邦軍関係の接収地については全て返還されるに至った。
なお、呉市においては、戦前に旧海軍のもとで市が発展したというのは、軍事基地であったがゆえに繁栄したというよりも、むしろ、海軍工廠という軍需産業の大工場があったがゆえであると考えられていた。そのため、艦船が出入りするだけの駐留軍の存在は、「損害」として認識されており、駐留軍が存在する市町村には補償が必要であるとの要望がなされるほどであった。このような状況の中で、昭和20年代後半に至って自衛隊が誕生し、昭和29年（1954年）に海上自衛隊呉地方総監部が開庁されると、占領接収地の転用をめぐって、防衛庁と呉市との間で主張の対立が生じ、市民感情もまた、英連邦軍の撤退後に賛否両論が渦巻くなどしていたが、結果的に、旧海軍関係施設の主要部分は海上自衛隊によって占有されることとなったとされる。

### 佐世保市
明治19年（1886年）の軍港創設以来は、佐世保市の繁栄は軍港の拡充に随伴し、海軍によって培養されてきたものであったため、第二次世界大戦の敗戦によって海軍を喪失すると、生活の補給源が失われ、佐世保市民が受けた打撃は容易ならぬものがあったとされる。昭和20年（1945年）9月15日、占領軍の進駐に先立ち、「佐世保市復興委員会」（委員長：北村徳太郎商工経済会佐世保支部長）が発足した。同委員会においては、佐世保軍港を商港として活用し、海軍工廠（佐世保海軍工廠）を艦船修理工場に転身させ、それが不可能であれば民間造船所とすべき旨の意見が提示されていた。
昭和21年（1946年）7月、中田正輔市長は、港湾復興の議を起こし、市内の港湾関係官庁、港湾・海運業者を糾合して、「港湾復興委員会」を組織するとともに、港湾建設の専門家を招いて実地調査を行い、その意見を聴取して、佐世保港利用計画を策定した。市街地の3分の1は佐世保大空襲によって焼失していたが、港湾施設はほとんど被害がなかったため、旧軍施設をいかにして有効に商港目的で転用するかが当面の緊急対策であった。
昭和23年（1948年）1月1日、佐世保港は、政府から貿易港として指定され、同年10月21日には貯油港として指定されるに至った。しかしながら、旧軍の港湾施設のほとんどはそのままであり、佐世保港が実際に活動をするためには、まず、これらの国有財産の払い下げを受ける必要があった。
昭和24年（1949年）4月ころから、横須賀、呉、舞鶴などの旧軍港都市と共同歩調をとり、立法措置を求める運動を展開するとともに、「佐世保市振興協会」を組織して、港湾の活用を中心に研究討議を加えることとなった。同年10月下旬には、旧軍港市転換法案要綱を決定し、翌昭和25年（1950年）1月13日には、中田正輔市長が、平和産業港湾都市として再出発する旨の「歴史的」な平和宣言を行い、後述する旧軍港市転換法の住民投票によって、これが市民の意思として確認されることとなった。
昭和25年（1950年）4月11日に旧軍港市転換法が国会で成立すると、同月22日に「住民投票対策委員会」（委員長：谷村市会議長）が組織され、佐世保振興協会をはじめとするあらゆる機関を動員して市民の啓蒙・宣伝の活動を開始した。その結果、佐世保市の住民投票は、旧軍港四市の中で最も賛成率が高い結果となった。
この住民投票の結果、佐世保市は、総額11億円という莫大な旧軍用施設の無償又は有償の譲渡を受けることとなり、旧防備隊跡を水産基地とする計画を決定して、運輸省・大蔵省と折衝の上、昭和26年度・27年度の予算に1590万円の国庫補助と起債を行うこととなった。
しかしながら、昭和25年（1950年）に始まった朝鮮戦争の影響などから、国内において再軍備の趨勢が起こり、昭和26年（1951年）の秋からは海上警備隊の基地設置問題が生じた。当時の保安庁は、佐世保に基地を設けることを予定しており、はじめ、旧海兵団に白羽の矢を立てたが、同地が米軍によって接収されていたため、次いで、旧防備隊跡に基地を設けることが検討された。しかしながら、旧防備隊跡に基地を設けることは佐世保市の立市方針の根本を覆すこととなるため、佐世保市側が難色を示し、海上警備隊の基地には、旧防備隊跡ではなく、長崎大学水産学部のある旧佐世保海軍航空隊跡を提供することとなった。
これに対し、保安庁第二幕僚幹部の間では、佐世保市が海上警備隊を忌避していると考え、また、佐賀県が伊万里市を海上警備隊のために提供する意向を示したことから、60年前に軍港の設置をめぐって激しく争った佐世保市と伊万里市が、再び、海上警備隊の設置をめぐって同様の争いを再現することとなった。
このように、伊万里市という競争相手が出現したことによって、海上警備隊の設置問題が佐世保市民の間で異常な関心を呼ぶこととなり、激しい論戦が戦わされることとなった。中田正輔市長は、シンガポールやサンフランシスコの例を引いて、佐世保港を軍商併立港とすることが可能であることを説き、市議会もこれを了承していた。しかしながら、西岡竹次郎長崎県知事は、「商港は長崎、佐世保は軍港」と唱えて中田市長と対立したほか、佐世保市内においても、既定路線を唱える市当局と、海上警備隊の誘致を主張する商工会議所・海友会が対立し、佐賀県が挙県一致であったのとは対照的に、足並みが揃わなかった。佐世保市民の間では、ヒンターランドを持たない市の現状や、長崎・戸畑と漁獲水揚げを争う不利、岸壁の使用制限などによる貿易の見込み薄から、次第に、貿易港・漁港としての前途に見切りをつける者が多くなり、また、横須賀市の実績から、隊員の用品その他で相当巨額の金が落ちることがわかったため、米軍撤退後の特需なき佐世保市を救う道は、もはや海上警備隊以外にないとの声が高まっていった。
佐世保市議会は、昭和27年（1952年）8月、「海上警備隊誘致特別委員会」を設置して調査・研究を行うこととしたが、市が提供を申し出た旧佐世保海軍航空隊跡については、警備隊が希望せず、長崎大学水産学部の移転先として予定していた旧佐世保鎮守府跡については、米軍が長崎大学と警備隊のいずれにも使用させない意向を示したため、警備隊に対して提供することができるのは旧防備隊跡しかないこととなった。その結果、佐世保市議会は、同年11月23日に全員協議会を開催して、旧防備隊跡に警備隊を誘致する旨の議長提案を可決した。その後、木村篤太郎保安庁長官の現地視察等を経て、翌昭和28年（1953年）9月16日、佐世保市に警備隊を設置することが決定し、同年11月14日に、警備隊西南地区佐世保総監部が旧防備隊跡に開庁することとなった

### 舞鶴市
舞鶴市もまた軍港都市として海軍に依存していたため、第二次世界大戦後の舞鶴市は、舞鶴港の活用と旧軍施設の転用を図る以外に更生の方途がないことは明らかであったとされる。そのため、京都府商工経済会舞鶴支部（後の舞鶴商工会議所）は、昭和20年（1945年）9月20日、舞鶴市内の各界代表30余名を新舞鶴国民学校に招致して、「産業経済復興協議会」を開催した。その結果、舞鶴港を経済港とした上で、人口20万人を目途として日本海沿岸の重要都市とすること、京都市の衛星都市として、福知山市、綾部町、宮津町、福井県高浜町、小浜町と提携し、その機能の発揮に最善を尽くすこと、舞鶴市の復興の基盤を教育振興に置き、海軍兵学校舞鶴分校（旧：海軍機関学校）を経済大学に、海軍病院を医科大学に、海兵団及び防備隊を水産専門学校に、舞鶴海軍工廠倉谷工場及び第三海軍火薬廠を工業専門学校に、それぞれ転用して設立することに努めることなどが申し合わせられた。舞鶴市会においても、同年10月12日、戦後の復興対策促進に関する協議が行われ、全議員で構成される「舞鶴市振興委員会」が設置された。京都府においても、舞鶴市の旧軍港の諸施設を活用した港湾計画を樹立するため、同年12月、京都大学、関西大学、運輸省港湾局、港湾協会、大阪財務局、京都府商工経済会、住友金属株式会社、飯野産業株式会社等の関係者を調査員に委嘱して、これに京都府会関係者を加えて「舞鶴海軍施設調査団」を結成した。これに舞鶴市、舞鶴市会、舞鶴地方復員局も参加して、昭和21年1月8日及び9日に旧軍施設の実地調査が行われ、翌10日に答申書を作成して京都府知事に対して提出された。
政府及び京都府特殊物件処理委員会は、敗戦まで旧軍が使用していた舞鶴市内の旧軍用土地・物件について、応急利用等の措置を舞鶴市に対して委任しており、舞鶴市は、その処理を行うため、「舞鶴軍港土地物件処理委員会」を設置して、その処理の任に当たった。
舞鶴海軍工廠は、戦後、復員軍人・引揚邦人の輸送用艦船の整備・修理をおこなっていたが、昭和20年（1945年）12月に海軍の解体に伴って舞鶴地方復員局管業部となった後も、引き続き、戦傷艦艇の修理を行っていた。横須賀、呉、佐世保の海軍工廠は、いずれも戦災を受けて機能を失っていたため、比較的損害が軽微であった舞鶴海軍工廠は、全国の戦傷艦艇や破損商船の修理を一手に引き受けることとなった。舞鶴海軍工廠は、昭和21年（1946年）4月1日に民営移管が認められ、飯野産業株式会社舞鶴造船所として新たに発足したが、その際、旧海軍工廠の土地、建造物、設備はすべて借用し、従業員2500人も引き継がれ、同年6月からは漁船の建造にも着手するなど、早くも活気を取り戻していた。
しかしながら、連合国の対日賠償政策によって、舞鶴海軍工廠は、民営移管前から中間賠償取立計画の対象となっており、民営移管後にあってもその禁制が解かれることはなかった。舞鶴市会及び市当局のほか、舞鶴造船労働組合などが陳情活動を行い、結果的に、昭和27年（1952年）4月に、講和条約の発効とともに、賠償工場の指定が全面的に解除されることとなった。
その後、舞鶴市においては、他の旧軍港市とともに、旧軍港市転換法の制定に向けた活動を行っていくこととなるが、住民投票においては、賛成率が他の三市に比べて低い85パーセントにとどまった。この理由は、「東西分離問題」が影響したものであると指摘されている。
旧軍港市転換法の施行に伴い、舞鶴市議会は、昭和25年（1950年）12月に市議会議員全員からなる「舞鶴市転換特別委員会」を設置し、舞鶴市には、転換計画の樹立、転換事業の推進及びこれらに必要な調査・研究を行うための「計画室」が設置された。舞鶴市当局は、積極的に有力企業の誘致宣伝に乗り出し、舞鶴市への工場進出を呼びかけた。
昭和25年（1950年）8月に警察予備隊が創設されると、同月25日には、舞鶴市にも警察予備隊が移駐して旧海兵団跡に駐屯した。さらに、昭和27年（1952年）8月1日には、警備隊舞鶴地方隊が編成された。その後、警備隊は旧海軍の施設を転用・活用して、かつての「海軍基地」への復元を一段と深めていった。昭和29年（1954年）には、自衛隊法の施行によって、警備隊舞鶴地方隊が海上自衛隊舞鶴地方隊へと改称された。